# 伊登-蒙埃羅 (澳大利亞國會選區)

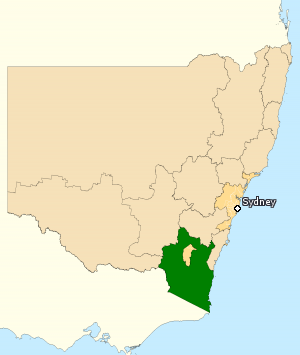
2016年起的範圍

伊登-蒙埃羅選區（英語：Division of Eden-Monaro），是澳大利亞新南威爾士州的下議院選區，位於該州東南部鄉郊地區。原面積29,499平方公里，2016年向北擴大至41,617平方公里並包圍首都領地。自2007年至2013年、以及2016年至2020年的當區議員是工黨的邁克·凱利。該區自1972年至2016年間，勝出議員所屬政黨都能在該次大選勝出。
選區始於1900年，是聯邦成立時的七十五個原始選區之一。名字是由兩個地區的名字合組而成。